# Mercat d'Olavide
El Mercat d'Olavide va ser un mercat municipal situat a la ciutat espanyola de Madrid. Es trobava enclavat a la plaça del mateix nom, al barri de Chamberí. Va ser dissenyat per l'arquitecte Francisco Javier Ferrero Llusiá l'any 1934.

## Arquitectura

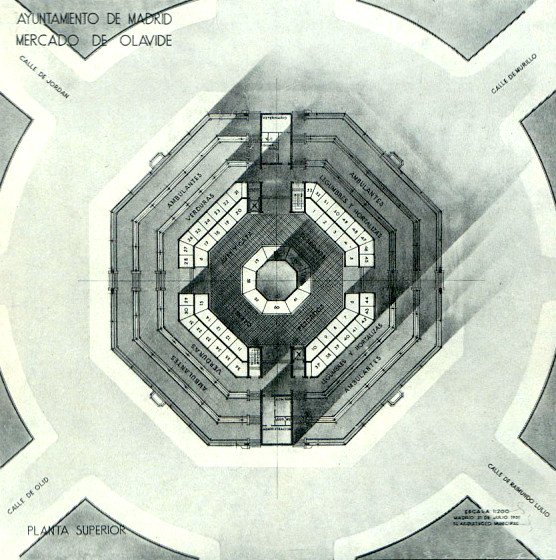
Mercat d'Olavide. Planta superior.

Francisco Javier Ferrero era, en aquell temps, arquitecte municipal, i aquesta obra s'emmarca dins del pla de dotacions (col·legis públics, mercats, hospitals,. Ciutat Universitària de Madrid, etc.) amb què els diversos organismes governamentals de la Segona República Espanyola (1931-1939), tractaven de pal·liar la falta d'equipaments existent.
Era un edifici de forma poligonal, constituït per una sèrie de prismes octogonales que s'anaven escalonant, fins a concloure en un gran pati central, últim prisma que assegurava la ventilació creuada. Estava construït en un estil racionalista i funcional «...amb un llenguatge neoplàstic en plans tallats, emfàticament geomètrics» La preocupació de l'autor per les «noves tecnologies» es posa de manifest en l'ocupació de pilastres i bigues de gran cant de formigó armat per salvar les grans obertures.

## Demolició
La seva demolició mitjançant voladura controlada, el 2 de novembre de 1974, va ser acompanyada d'una gran polèmica entre els quals opinaven que el seu model de mercat estava obsolet i l'edifici molt deteriorat pel pas del temps i els que estaven per la seva recuperació. En 1976, el Col·legi Oficial d'Arquitectes de Madrid, de part d'aquests últims, va encarregar una pel·lícula al director de cinema Antonio Artero sobre aquest tema (Olavide, documental). En l'actualitat en el lloc que ocupava hi ha una plaça arbolada i un aparcament subterrani.